# Helmut Fußbroich
Helmut Fußbroich (* 1935 in Köln) ist ein deutscher Kunsthistoriker, Heimatkundler sowie Autor von Veröffentlichungen zur Kunstgeschichte Kölns und des Rheinlands.

## Leben
Fußbroich, Jahrgang 1935, wuchs in der Kriegs- und Nachkriegszeit auf und absolvierte nach seinem ersten Schulabschluss 1951 zunächst zwei Berufsausbildungen zum Polsterer- sowie zum Metzgerhandwerk, letztere bis zum Meister. Sein Abitur holte er auf dem zweiten Bildungsweg nach, gefolgt von einem Lehramtsstudium, woraufhin er als Förderassistent an der Kölner Pädagogischen Hochschule tätig war.
Parallel dazu absolvierte er ein Studium der Kunstgeschichte, Archäologie und Pädagogik an der Universität zu Köln und in Bonn, wo er 1980 mit einer Arbeit zu den Ausgrabungen in der romanischen Basilika St. Pantaleon zu Köln promoviert wurde. Die Dissertation erschien 1983 als „opulente“ und reich bebilderte Buchausgabe in der Reihe Kölner Forschungen des Römisch-Germanischen Museums und wurde von Albert Verbeek als verlässliches Grundlagenwerk und „Ertrag für die Baugeschichte“ der Basilika gewürdigt.
Fußbroich verfasste zahlreiche Beiträge zur Bau- und Kunstgeschichte in Köln und dem Rheinland, darunter eine zweistellige Anzahl Kirchenführer in der Reihe Rheinische Kunststätten, zwei Architektur- und einen Skulpturenführer zu Denkmälern in Köln sowie weitere Referenzwerke zu den katholischen und evangelischen Kirchen in Köln. Ergänzt wird das Œuvre durch ein Sachlexikon zur liturgischen Kirchenausstattung.
Ehrenamtlich engagierte sich Helmut Fußbroich als stellvertretender Vorsitzender des Kölner Ortsvereins im Rheinischen Verein für Denkmalpflege und Heimatschutz und von 1995 bis 2010 als fachkundiger Bürger im Kulturausschuss des Rates der Stadt Köln. Seit 2000 ist er Mitglied des Vorstandes des Fördervereins des neuen Museums MiQua, an deren Schriftenreihe Beiträge zur rheinisch-jüdischen Geschichte er ebenfalls inhaltlichen Anteil hat, außerdem Mitglied der Freunde des Historischen Archivs der Stadt Köln.
Im Jahr 2005 verlieh ihm der Landschaftsverband Rheinland für seine „besonderen ehrenamtlichen Verdienste in der landschaftlichen Kulturpflege“ den Rheinlandtaler.

## Publikationen (Auswahl)
- Architekturführer Köln. Bd. 1: Profane Architektur. Bachem, Köln 1997, ISBN 3-7616-1305-9.
- Skulpturenführer Köln: Skulpturen im öffentlichen Raum nach 1900. 1. Auflage. Bachem, Köln 2000, ISBN 3-7616-1415-2.
- Architekturführer Köln. Bd. 3: Sakralbauten nach 1900. 1. Auflage. Bachem, Köln 2005, ISBN 3-7616-1683-X.
- Kölner Kirchen: die Kirchen der katholischen und evangelischen Gemeinden in Köln. 1. Auflage. Bachem, Köln 2004, ISBN 3-7616-1731-3.
- Evangelische Kirchen in Köln und Umgebung: Bedburg, Bergheim, Bergisch Gladbach, Brühl, Elsdorf, Erftstadt, Frechen, Hürth, Kerpen, Kürten, Lindlar, Odenthal/Altenberg, Pulheim, Rösrath, Wesseling. 1. Auflage. Bachem, Köln 2007, ISBN 978-3-7616-1943-8.